# Limnophila (Limnophila) charis
Limnophila (Limnophila) charis is een tweevleugelige uit de familie steltmuggen (Limoniidae). De soort komt voor in het Afrotropisch gebied.